# Acacia grayana
Acacia grayana är en ärtväxtart som beskrevs av James Hamlyn Willis. Acacia grayana ingår i släktet akacior, och familjen ärtväxter. Inga underarter finns listade i Catalogue of Life.